# 罗伯托·爱德华多·比奥拉
罗伯托·爱德华多·比奧拉（西班牙語：Roberto Eduardo Viola，1924年10月13日—1994年9月30日），阿根廷政治家，军人独裁者。